# 唐雎
唐雎（？—？），東周战国时代魏国人。曾經是信陵君的門客。

## 生平
信陵君救了赵国的邯郸之围后，居功自傲，唐雎劝谏他：“别人憎恨我，我不能不知道；我憎恶别人，是不可以让别人知道的；别人对我有恩，我是不可以忘记的；我对别人有恩，是可以忘记的。”要求信陵君忘记自己救赵的贡献。
韩国和魏国都被秦国攻灭后，魏国境内有一个叫安陵的小附属国侥幸存活。秦王嬴政想用诈骗的手段吞并安陵国，要用五百里的土地与安陵君交换，唐雎帮助安陵君出使秦国，表示不接受秦王的请求。秦王勃然大怒，对唐雎说：“您曾听说过天子发怒吗？”唐雎回答说：“我未曾听说过。”秦王说：“天子发怒，百万具尸体倒下，使血流千里。”唐雎说：“大王曾经听说过平民发怒吗？”秦王说：“平民发怒，也不过是摘掉帽子光着脚，把头往地上撞罢了。”唐雎说：“这是平庸无能的人发怒，不是有才能有胆识的人发怒。从前专诸刺杀吴王僚的时候，彗星的尾巴扫过月亮，聂政刺杀韩傀的时候，一道白光直冲上太阳；要离刺杀庆忌的时候，苍鹰扑到宫殿上。这三个人都是出身平民的有胆识的人，心里的怒气还没发作，上天就降示了凶吉的征兆。现在，加上我就成为四个人了。如果有才能和胆识的人一定要发怒的话，就要使两具尸体倒下，血流五步远，天下百姓都是要穿孝服，现在这个时候就是这样。”于是拔出宝剑起身想要（与秦王）同归于尽。秦王变了脸色，直身而跪向唐雎道歉说：“先生请坐！怎么到这种地步！我明白了：韩国、魏国灭亡，然而安陵却凭借五十里的土地生存下来的原因，只是因为有先生啊！”
另据《史记》记载，公元前266年，齐、楚联合攻击魏国，时年九十余岁的唐雎去见秦昭王，向秦王说明了魏国对于秦国的战略意义，于是秦王发兵解救了魏国。而《唐雎不辱使命》一文中秦王提及秦国已经“灭韩亡魏”，可见该事件发生时间不早于公元前225年。如果史记中记载的唐雎和《唐雎不辱使命》中的唐雎为同一人，那么唐雎去见秦王嬴政时至少有130岁了；有人因此认为魏国有两个人名叫唐雎。然而，在公元前227年，燕太子丹派遣荆轲刺杀秦王时，荆轲无法直接佩剑面见秦王。秦王没有理由在荆轲行刺事件的两年后降低安保措施。有人因此认为《唐雎不辱使命》是后人虚构的。

## 典故
《戰國策·唐雎说信陵君》：信陵君殺晉鄙，救邯鄲，破秦人，存趙國。趙王自郊迎。唐雎謂信陵君曰：「臣聞之曰：『事有不可知者，有不可不知者；有不可忘者，有不可不忘者。』」信陵君曰：「何謂也？」對曰：「人之憎我也，不可不知也；吾憎人也，不可得而知也。人之有德於我也，不可忘也；吾有德於人也，不可不忘也。今君殺晉鄙，救邯鄲，破秦人，存趙國，此大德也；今趙王自郊迎，卒然見趙王，願君之忘之也！」信陵君曰：「無忌謹受教！」